# Amor & Cia
Amor & Cia è un film del 1998 diretto da Helvecio Ratton.